# 周邵
周邵（2世纪—230年），九江下蔡（今安徽省凤台县）人，三国时孙吴大将，周泰長子。
周泰死後，周邵担任騎都尉的身份统领军队。 曹魏曹仁攻打濡須時，周邵迎击在战場立功。曹休用周魴之計攻打石亭時，周邵随陸遜率軍迎战，立下大功，官至裨将軍。 230年（黄龍二年）去世，其弟周承统领军队继承陵阳侯的爵位。曹仁卒年是223年，周邵继承父爵，曹仁攻打濡須的时間应是222年。